# Live Licks
Live Licks, pubblicato nel 2004, è un doppio album live dei Rolling Stones, registrato durante il Licks World Tour 2002/03 in supporto all'album Forty Licks.
L'album è stato registrato durante i seguenti show: il 4 novembre 2002 al Wiltern Theatre - Los Angeles, CA. il 18 gennaio 2003 al Madison Square Garden - New York, NY 11 luglio 2003 all'Olympia - Parigi, Francia e il 24 agosto 2003 al Twickenham Stadium - Londra, Inghilterra.

## Tracce
Tutte le canzoni sono di Jagger/Richards tranne dove indicato.

### CD 1
1. Brown Sugar – 3:50
2. Street Fighting Man – 3:43
3. Paint It, Black – 3:45
4. You Can't Always Get What You Want – 6:46
5. Start Me Up – 4:02
6. It's Only Rock'n Roll – 4:54
7. Angie – 3:29
8. Honky Tonk Women – 3:24
9. Happy – 3:38
10. Gimme Shelter – 6:50
11. (I Can't Get No) Satisfaction – 4:55

### CD 2
1. Neighbours – 3:41
2. Monkey Man – 3:41
3. Rocks Off – 3:42
4. Can't You Hear Me Knocking – 10:02
5. That's How Strong My Love Is – 4:45 (testo: Jamison)
6. The Nearness of You – 4:34 (testo: Carmichael/Washington)
7. Beast of Burden – 4:09
8. When the Whip Comes Down – 4:28
9. Rock Me, Baby – 3:50 (testo: B.B. King/Bihari)
10. You Don't Have to Mean It – 4:35
11. Worried About You – 6:01
12. Everybody Needs Somebody to Love – 6:35 (testo: Burke/Wexler/Russel)

## Formazione
- Mick Jagger - voce, tastiere
- Keith Richards - chitarra, voce
- Charlie Watts - batteria
- Ron Wood - chitarra
- Darryl Jones - basso

### Altri musicisti
- Chuck Leavell - tastiere
- Bobby Keys - sassofono
- Lisa Fischer - cori
- Blondie Chaplin - cori
- Sheryl Crow - voce (in Honky Tonk Women)
- Solomon Burke - voce (in Everybody Needs Somebody to Love)

## Classifiche
| Classifica (2004) | Posizione massima |
| ----------------- | ----------------- |
| Austria           | 13                |
| Belgio (Fiandre)  | 47                |
| Belgio (Vallonia) | 49                |
| Francia           | 38                |
| Germania          | 9                 |
| Italia            | 34                |
| Norvegia          | 38                |
| Paesi Bassi       | 19                |
| Portogallo        | 27                |
| Regno Unito       | 38                |
| Spagna            | 43                |
| Stati Uniti       | 50                |
| Svezia            | 16                |
| Svizzera          | 21                |